# Смешанная парная сборная Дании по кёрлингу на колясках
Смешанная парная сборная Дании по кёрлингу на колясках — смешанная национальная сборная команда (составленная из одного мужчины и одной женщины), представляет Данию на международных соревнованиях по кёрлингу на колясках. Управляющей организацией выступает Ассоциация кёрлинга Дании (дат. Dansk Curling Forbund, англ. Danish Curling Association).

## Результаты выступлений

### Чемпионаты мира
| Год  | Место | Игры | Победы | Поражения | Состав (женщина, мужчина, тренер)                                           |
| ---- | ----- | ---- | ------ | --------- | --------------------------------------------------------------------------- |
| 2022 | 12    | 8    | 4      | 4         | Sussie Nielsen, Kenneth Ørbæk, тренер: Каспер Викстен                       |
| 2023 | 18    | 8    | 1      | 7         | Helle Christiansen, Jack Brendle, тренер: Per Christensen                   |
| 2024 | 12    | 6    | 3      | 3         | Helle Schmidt, Jack Brendle, тренеры: Per Christensen, Benjamin Christensen |
| 2025 | 15    | 6    | 2      | 4         | Helle Christiansen-Schmidt, Kenneth Ørbæk, тренер: Каспер Викстен           |

(данные отсюда:)